# Walter Hennecke
Walter Hennecke (23 mai 1898 – 1er janvier 1984) est un contre-amiral de la Kriegsmarine durant la Seconde Guerre mondiale.

## Activité à Cherbourg
Lors de la bataille de Cherbourg en juin 1944, il fut décoré de la Croix de fer par Hitler pour « un fait sans précédent dans les annales de la défense côtière » pour la destruction du port avant sa prise par les troupes américaines.
Durant sa présence à Cherbourg, il a occupé la villa Maurice situé rue Saint Sauveur à Octeville. Cette villa est maintenant occupée par l'association du Cotentin d'action et d'intégration sociale (ACAIS).